# Суноврат (манга)
Суноврат (јап. 零落, Reiraku) је манга коју је написао и илустровао Инио Асано. Објављивала се 2017. године у Шогакукановој манга ревији Big Comic Superior. Адаптирана је у играни филм 2023. године.
Издавачка кућа Лагуна је превела Суноврат на српски језик 2023. године.

## Синопсис
Каору Фуказава је успешни мангака који је недавно завршио свој први стрип. Требало би одмах да се баци на нову мангу, али Фуказаву мучи живот. Брак му се распада, а љубав према стрипу уништила је реалност и бруталност манга индустрије.

## Франшиза

### Манга
Мангу Суноврат написао је и илустровао Инио Асано. Серијализовала се од 10. марта до 28. јула 2017. године у Шогакукановој манга ревији . Поглавља су 30. октобра исте године сакупљена у један танкобон.
У Србији, издавачка кућа Лагуна је на промоцији Асанове манге „Лаку ноћ, Пунпуне,“ одржане 14. марта 2023. године, најавила да ће радити на преводу Суноврата. Српско издање изашло је 23. октобра исте године.

#### Списак поглавља
| Бр.                  | Првобитни датум издања | Првобитни         | Датум издања на српском | на српском        |
| -------------------- | ---------------------- | ----------------- | ----------------------- | ----------------- |
| 1                    | 30. октобар 2017.      | 978-4-09-189745-9 | 23. октобар 2023.       | 978-86-521-5036-6 |
| \| - Поглавља 1−8 \| |                        |                   |                         |                   |
| - Поглавља 1−8       |                        |                   |                         |                   |

### Играни филм
Октобра 2022. године најављено је да ће манга бити адаптирана у играни филм. Премијера је одржана 17. марта 2023. године у Јапану.

## Пријем
При изласку обједињеног тома, манга је заузела 27. место на Ориконовој бестселер листи за ту недељу. Заузела је 12. место 2018. године на списку за најбоље манге коју спроводи часопис Фристајл.
Ребека Силверман (Anime News Network) је у својој рецензији написала да се манга може тумачити на два начина: као Асанова перспектива на индустрију за коју ради, или као стереотипан приказ његове „егоцентричне, вазда замишљене“ генерације. Такође је напоменула да је прича тешка, али предивно илустрована.

## Спољашњи извори
- (језик: јапански)